# Базінер Роман Іванович
Рома́н Іва́нович Базі́нер (* 1842 — після 1880) — юрист часів Російської імперії, приват-доцент, присяжний повірений.

## З життєпису
Народився 1842 у місті Санкт-Петербург.
1866 року закінчив юридичний факультет Київського університету, де був залишений для приготування до професорського звання. 1870 року захищає дисертацію pro venia legendi (з отиманням права читати лекції). 1871-го обраний приват-доцентом Київського університету — по кафедрі міжнародного права.
Читав курси по історії Віденського трактату 1815 та про нейтралітет.
1880 року припинив наукову кар'єру.
Серед робіт:
- «Неприкосвенность частной собственности в международных войнах», 1870, магістерська дисертація
- «Женевская конвекция 1864 г. Война и гуманность.», 1872.